# Lista torpedowców United States Navy
Lista torpedowców United States Navy zawiera wszystkie okręty, które nosiły oznaczenie (hull classification) "TB".
- USS "Cushing" (TB-1) (unikatowy)
- USS "Ericsson" (TB-2) (unikatowy)
- USS "Foote" (TB-3) (typ Foote)
- USS "Rodgers" (TB-4) (typ Foote)
- USS "Winslow" (TB-5) (typ Foote)
- USS "Porter" (TB-6) (typ Porter)
- USS "Du Pont" (TB-7) (typ Porter)
- USS "Rowan" (TB-8) (unikatowy)
- USS "Dahlgren" (TB-9) (typ Dahlgren)
- USS "Craven" (TB-10) (typ Dahlgren)
- USS "Farragut" (TB-11) (unikatowy)
- USS "Davis" (TB-12) (typ Davis)
- USS "Fox" (TB-13) (typ Davis)
- USS "Morris" (TB-14) (unikatowy)
- USS "Talbot" (TB-15) (typ Talbot)
- USS "Gwin" (TB-16) (typ Talbot)
- USS "MacKenzie" (TB-17) (typ MacKenzie)
- USS "McKee" (TB-18) (typ MacKenzie)
- USS "Stringham" (TB-19) (unikatowy)
- USS "Goldsborough" (TB-20) (unikatowy)
- USS "Bailey" (TB-21) (unikatowy)
- USS "Somers" (TB-22) (unikatowy)
- USS "Manley" (TB-23) (unikatowy)
- USS "Bagley" (TB-24) (typ Bagley)
- USS "Barney" (TB-25) (typ Bagley)
- USS "Biddle" (TB-26) (typ Bagley)
- USS "Blakely" (TB-27) (typ Blakely)
- USS "DeLong" (TB-28) (typ Blakely)
- USS "Nicholson" (TB-29) (typ Blakely)
- USS "O'Brien" (TB-30) (typ Blakely)
- USS "Shubrick" (TB-31) (typ Blakely)
- USS "Stockton" (TB-32) (typ Blakely)
- USS "Thornton" (TB-33) (typ Blakely)
- USS "Tingey" (TB-34)(inne języki) (typ Blakely)
- USS "Wilkes" (TB-35) (typ Blakely)